# جوس فـان إيك
جوس فـان إيك (بالهولندية: Jos van Eck)‏ هو لاعب كرة قدم هولندي في مركز الدفاع، ولد في 2 مايو 1963 في روتردام في هولندا. لعب مع بي إي سي زفوله ودي غرافشاب ودين بوستش وسبارتا روتردام ونادي دوردريخت.